# لوك زيلر
لوك زيلر (بالإنجليزية: Luke Zeller)‏ مواليد 4 أبريل 1987 في أيمز، هو لاعب كرة سلة محترف أمريكي بدأ مسيرته الاحترافية في سنة 2009. يبلغ طوله 6 قدم 11 بوصة (2.1 م). آخر مرة لعب كمحترف يها في 2014. لعب في دوري الرابطة الوطنية لفئة التطوير.

## إحصائيات المسيرة

### الموسم الاعتيادي
| السنة   | الفريق     | لعب | بدأ | دقيقة | ميداني% | ثلاثية | حرة  | ارتداد | صنع | استلاب | تصدي | نقطة |
| ------- | ---------- | --- | --- | ----- | ------- | ------ | ---- | ------ | --- | ------ | ---- | ---- |
| 2012–13 | فينيكس صنز | 16  | 0   | 3.6   | .346    | .200   | .000 | .6     | .2  | .0     | .0   | 1.2  |
| المسيرة | المسيرة    | 16  | 0   | 3.6   | .346    | .200   | .000 | .6     | .2  | .0     | .0   | 1.2  |

## روابط خارجية
- لوك زيلر على موقع سبورتس رفرنس (الإنجليزية)
- لوك زيلر على موقع كرة السلة الأوروبية.كوم (الإنجليزية)
- لوك زيلر على موقع كلية كرة السلة في سبورتس رفرنس.كوم (الإنجليزية)
- لوك زيلر على موقع ريلجم (الإنجليزية)
- لوك زيلر على موقع بروبوليرز (الإنجليزية)
- لوك زيلر على موقع سبورتس رفرنس (الإنجليزية)